# Damaged Goods
Damaged Goods is een dansgezelschap, in 1994 opgericht in Brussel door de Amerikaanse choreografe en danseres Meg Stuart.

## Geschiedenis
Het internationale dansfestival Klapstuk presenteerde in 1991 als eerste het artistieke werk van Stuart in Europa. De erkenning die daarop volgde in België en daarbuiten, maakte een solide structuur noodzakelijk. Sinds 1994 produceert, spreidt en coördineert Damaged Goods het artistieke werk van Meg Stuart. De organisatie heeft een open en dynamische structuur. Dat maakt de productie van zeer diverse projecten en interdisciplinaire samenwerkingen mogelijk. Damaged Goods produceert zeer diverse projecten: groepsvoorstellingen, solo’s, installaties, publicaties, improvisatieprojecten. Het gezelschap coproduceerde ook films en video’s van de Brusselse artiest Jorge Léon.
De naam Damaged Goods is ontleend aan de fascinatie van Meg Stuart voor de onvolkomenheden van het menselijke lichaam. Ondanks de specifieke en atypische bewegingstaal konden voorstellingen als Disfigure Study (1991), No longer readymade (1993) en No One is Watching (1995) snel op bijval rekenen bij zowel het Belgische als het Europese publiek. Damaged Goods heeft gaandeweg een eigenzinnige poëtica ontwikkeld, waarbinnen cross-over en de samenwerkingsverbanden met artiesten van de meest uiteenlopende pluimage een constante is geworden.
Van 2001 tot 2004 was Damaged Goods in residentie bij het Schauspielhaus Zürich en sinds 2002-2003 is er een structurele samenwerking opgestart met de Volksbühne am Rosa-Luxemburg-Platz in Berlijn. De uitvalsbasis van de compagnie blijft nog steeds in Brussel.
Sinds 2017 is scenograaf Jozef Wouters onderdeel van Damaged Goods. Hij zet er gedurende een periode van vijf jaar projecten op als onafhankelijk artist-in-residence, daarbij gebruik makend van zijn pas opgerichte Decoratelier in Molenbeek (Brussel). Een eerste project dat vorm kreeg binnen de muren van het Decoratelier was het locatieproject Atelier III (2017), een samenwerking met Meg Stuart/Damaged Goods en dramaturg Jeroen Peeters.
Damaged Goods wordt sinds 1998 geleid door John Zwaenepoel, die er Michel Uytterhoeven opvolgde en eerder als zakelijk leider actief was bij het dansfestival Klapstuk, kunstencentrum STUC en het dansgezelschap Ultima Vez.
De projecten van Meg Stuart en Damaged Goods werden doorheen de jaren (mede)geproduceerd door onder andere Centro Cultural de Belém (Lissabon), Centre Pompidou (Parijs), Dansescenen (Kopenhagen),) Festival d'Automne (Parijs), HAU Hebbel am Ufer (Berlijn), Hebbel-Theater (Berlijn), Kaaitheater (Brussels), Klapstuk (Leuven), La Bâtie Festival de Genève (Genève), Gessnerallee (Zürich), Münchner Kammerspiele (München), PACT Zollverein (Essen), Rotterdamse Schouwburg (Rotterdam), Ruhrtriennale, Schauspielhaus Zurich (Zürich), ) Siemens Siemens Kulturprogramm (München), TanzWerkstatt (Berlijn), Théâtre de la Ville (Parijs), Théâtre Garonne (Toulouse), Volksbühne am Rosa-Luxemburg-Platz (Berlijn), Wexner Center for the Arts (Columbus, Ohio) en Wiener Festwochen (Wenen).

## Choreografieën/samenwerkingen
- Disfigure Study, 1991[7]
- No Longer Readymade, 1993[8]
- Swallow my yellow smile, 1994[9]
- XXX for Arlene and Colleagues, 1995[10]
- No One is Watching, 1995[11]
- Inside Skin #1 They live in Our Breath, 1996[12]
- Splayed Mind Out, 1997[13]
- Remote, 1997[14]
- appetite, 1999[15]
- I'm all yours, 2000[16]
- Private Room, 2000[17]
- sand table, 2000[18]
- Soft Wear, 2000[19]
- Highway 101, 2000/2001[20]
- Alibi, 2001[21]
- Visitors Only, 2003[22]
- Forgeries, Love and Other Matters, 2004[23]
- REPLACEMENT, 2006[24]
- It's not funny!, 2006[25]
- Blessed, 2007[26]
- Maybe Forever, 2007[27]
- All Together Now, 2008[28]
- Do Animals Cry, 2009[29]
- the fault lines, 2010[30]
- Signs of Affection, 2010[31]
- Off Course, 2010[32]
- Atelier, 2011[33]
- VIOLET, 2011[34]
- Built to Last, 2012[35]
- Sketches/Notebook, 2013[36]
- An evening of solo works, 2013[37]
- Hunter, 2014[38]
- UNTIL OUR HEARTS STOP, 2015[39]
- Inflamável, 2016[40]
- Shown and Told, 2016[41]
- Atelier III, 2017[42]
- Projecting [Space[, 2017[43]

## Improvisaties
- Crash Landing, 1996-1999[44]
- Auf den Tisch!,2005-2011[45]
- Politics of Ecstasy, 2009[46]
- Atelier II, 2012[47]
- City Lights - a continuous gathering, 2016[48]

## Projecten
- Running, 1992[49]
- This is the Show and the Show is Many Things, 1994[50]
- Revisited, 2007[51]
- walk+talk #2, 2008[52]
- Intimate Strangers, Brussels, 2008[53]
- walk+talk #16, 2011[54]
- Intimate Strangers, Ghent, 2011[55]

## Videowerk
- Meg Stuart’s Alibi (Maarten Vanden Abeele, 2001, 24 min)[56][57][58]
- the invited (Jonathan Inksetter, 2003, 12 min)[56][57][59]
- Somewhere in between (Pierre Coulibeuf, 2004, 67 min)[60][61]
- The Only Possible City (Meg Stuart, 2008, video-installatie)[56][57][62]
- I thought I'd never say this (Philipp Hochleichter, 2008, video-installatie)[63]
- Inflamável (Meg Stuart, 2016, 16 min)[56][57]
- Study of a Portrait (Meg Stuart, 2016, video-installatie)[64]